# Charles Fraser
Charles Fraser, parfois écrit Frazer, (né en 1788 et mort le 22 décembre 1831) est un botaniste d'origine écossaise, colon botaniste en Nouvelle-Galles du Sud de 1821 à 1831.
Il collecta et catalogua les espèces de plantes australiennes, et participa à plusieurs expéditions, notamment à l'expédition Stirling de 1827, et son rapport sur la qualité du sol joua un rôle décisif dans l'établissement de la colonie de la rivière Swan.